# Mark Grimmette
Mark Grimmette (Ann Arbor, 23 gennaio 1971) è un ex slittinista statunitense.

## Biografia
Esordì in Coppa del Mondo nella stagione 1991/92, conquistò il primo podio il 19 gennaio 1992 nel doppio a Lake Placid (2°) in coppia con Jonathan Edwards, con il quale ha condiviso anche tutti i suoi successivi risultati nella specialità biposto fino al ritiro del compagno avvenuto alla fine della stagione 1993/94 venendo quindi sostituito da Brian Martin, insieme al quale ha ottenuto tutti i suoi principali successi, e la prima vittoria il 23 novembre 1997 sempre nel doppio a Sigulda. Trionfò in classifica generale nella specialità del doppio in tre occasioni: nel 1997/98, nel 1998/99 e nel 2002/03.
Prese parte a cinque edizioni dei Giochi olimpici invernali, esclusivamente nel doppio: a Lillehammer 1994 concluse al quarto posto, a Nagano 1998 vinse la medaglia di bronzo ed a Salt Lake City 2002 conquistò quella d'argento, a Torino 2006 non riuscì a portare a termine la gara ed a Vancouver 2010, in quella che fu la sua ultima gara a livello internazionale ed in cui ebbe l'onore di sfilare quale portabandiera della delegazione statunitense durante la cerimonia inaugurale, giunse tredicesimo.
Ai campionati mondiali ottenne due medaglie d'argento nella gara a squadre e sette di bronzo, delle quali ben sei nel doppio.
Dopo il ritiro è diventato il direttore sportivo della nazionale statunitense di slittino.

## Palmarès

### Olimpiadi
- 2 medaglie:
  - 1 argento (doppio a Salt Lake City 2002);
  - 1 bronzo (doppio a Nagano 1998).

### Mondiali
- 9 medaglie:
  - 2 argenti (gara a squadre a Nagano 2004; gara a squadre a Park City 2005);
  - 7 bronzi (doppio a Königssee 1999; doppio a Sankt Moritz 2000; gara a squadre a Calgary 2001; doppio a Nagano 2004; doppio a Park City 2005; doppio a Igls 2007; doppio a Lake Placid 2009).

### Coppa del Mondo
- Vincitore della Coppa del Mondo nella specialità del doppio nel 1997/98, nel 1998/99 e nel 2002/03.
- 42 podi (34 nel doppio, 8 nelle gare a squadre):
  - 12 vittorie (11 nel doppio, 1 nella gara a squadre);
  - 11 secondi posti (tutti nel doppio);
  - 19 terzi posti (12 nel doppio, 7 nelle gare a squadre).

#### Coppa del Mondo - vittorie
| Data             | Luogo      | Paese       | Disciplina                                                         |
| ---------------- | ---------- | ----------- | ------------------------------------------------------------------ |
| 23 novembre 1997 | Sigulda    | Lettonia    | Doppio con Brian Martin                                            |
| 30 novembre 1997 | Königssee  | Germania    | Doppio con Brian Martin                                            |
| 21 dicembre 1997 | Calgary    | Canada      | Doppio con Brian Martin                                            |
| 25 gennaio 1998  | Winterberg | Germania    | Doppio con Brian Martin                                            |
| 19 dicembre 1998 | Winterberg | Germania    | Doppio con Brian Martin                                            |
| 4 febbraio 2001  | Nagano     | Giappone    | Doppio con Brian Martin                                            |
| 24 novembre 2002 | Park City  | Stati Uniti | Doppio con Brian Martin                                            |
| 9 febbraio 2003  | Winterberg | Germania    | Doppio con Brian Martin                                            |
| 13 dicembre 2003 | Park City  | Stati Uniti | Doppio con Brian Martin                                            |
| 12 dicembre 2004 | Calgary    | Canada      | Doppio con Brian Martin                                            |
| 10 dicembre 2005 | Calgary    | Canada      | Doppio con Brian Martin                                            |
| 10 dicembre 2005 | Calgary    | Canada      | Gara a squadre con Brian Martin, Courtney Zablocki e Tony Benshoof |